# Los Guájares
Los Guájares és un municipi de la província de Granada, amb una superfície de 89,29 km², una població de 1.203 habitants (2004) i una densitat de població de 13,47 hab/km².